# Rose (Jeetzbach)
Die Rose ist ein rund 8,5 Kilometer langer, rechter Zufluss des Jeetzbaches. Sie erstreckt sich im Osten und Süden der Stadt Perleberg im Brandenburger Landkreis Prignitz.

## Verlauf
Der Bach entspringt im Perleberger Ortsteil Rosenhagen. Gespeist wird er aus den Straßengräben des Straßendorfes. Weitere Gräben in dem landwirtschaftlich genutzten Gebiet erhöhen seine Wassermenge kurz darauf.
Die Rose fließt zunächst kanalisiert mit wenigen Knicken in südwestlicher Richtung parallel zur Eisenbahnstrecke Groß Pankow–Perleberg. Dann unterquert sie als einzige Straße in ihrem Verlauf die Bundesstraße 5 zwischen Perleberg und dem Ortsteil Düpow.
Weiter folgt der Bach der Perleberger Landwehr. Nun nicht mehr kanalisiert tritt die Rose in den Perleberger Stadtforst ein und bildet in etwa die Grenze zwischen Vorderheide im Nordwesten und Düpower Heide im Südosten. Hier fließt die Rose abschnittsweise zweigeteilt in den Betten der Landwehrgräben. Auch die Wälle der historischen Befestigung sind noch zu erkennen.
Auf ihrem letzten Stück schlängelt sich die Rose stark, bevor sie sich nahe dem alten Torstandort Bollbrück an der Wilsnacker Chaussee in den Jeetzbach ergießt.